# 2011-es Clásica de San Sebastián
A 2011-es Clásica de San Sebastián az 1981 óta megkezdett sorozatban a 30. kerékpárveseny volt, melyet 2011. július 30-án rendeztek meg. A verseny része a 2011-es UCI World Tour-nak. Elsőként Philippe Gilbert haladt át a célvonalon, őt követte Carlos Barredo és Greg Van Avermaet.

## Csapatok
A 18 World Tour csapaton kívül 3 csapat kapott szabadkártyát, így alakult ki a 21 csapatos mezőny.
ProTour csapatok:
 AG2R La Mondiale ·   Astana ·   Movistar ·   Euskaltel–Euskadi ·   Garmin–Cervelo ·   Lampre–ISD ·   Liquigas–Cannondale ·   Omega Pharma–Lotto ·   Quick Step ·   Rabobank ·   HTC-Highroad ·   Katyusa ·   BMC Racing Team ·   Saxo Bank SunGard ·   Sky Procycling ·  Team Leopard-Trek ·  Team RadioShack ·  Vacansoleil
Profi kontinentális csapatok:
 Andalucía-Caja Granada ·   Caja Rural ·   Geox-TMC

## Végeredmény
|    | Versenyző               | Csapat             | Idő                 |
| -- | ----------------------- | ------------------ | ------------------- |
| 1  | Philippe Gilbert (BEL)  | Omega Pharma-Lotto | 5:48:52             |
| 2  | Carlos Barredo (ESP)    | Rabobank           | 5:49:04 (+00:00:12) |
| 3  | Greg Van Avermaet (BEL) | BMC Racing Team    | 5:49:06 (+00:00:14) |
| 4  | Joaquim Rodriguez (ESP) | Katusha Team       | 5:49:06 (+00:00:14) |
| 5  | Dries Devenys (BEL)     | Qiuck Step         | 5:49:06 (+00:00:14) |
| 6  | Frank Schleck (LUX)     | Team Leopard–Trek  | 5:49:06 (+00:00:14) |
| 7  | Haimar Zubeldia (ESP)   | Team RadioShack    | 5:49:06 (+00:00:14) |
| 8  | Samuel Sanchez (ESP)    | Euskaltel-Euskadi  | 5:49:06 (+00:00:14) |
| 9  | Rigoberto Uran (COL)    | Sky Procycling     | 5:49:06 (+00:00:14) |
| 10 | Jelle Vanendert (BEL)   | Omega Pharma-Lotto | 5:49:42 (+00:00:50) |

## Külső hivatkozások
- Hivatalos honlap